# Lijst van watertorens in Luik (provincie)
Deze lijst toont een overzicht van watertorens in de provincie Luik.
| Watertoren                                       | Plaats                  | Provincie/gewest | Bouwjaar | Status     | Hoogte (m) | Inhoud 1 (m³) | Inhoud 2 (m³) | Architect | Foto                |
| ------------------------------------------------ | ----------------------- | ---------------- | -------- | ---------- | ---------- | ------------- | ------------- | --------- | ------------------- |
| Watertoren Amay                                  | Amay                    | Luik             | 1949     |            |            | 200           |               |           |                     |
| Watertoren Andrimont                             | Andrimont               | Luik             | 1928     |            |            | 160           |               |           |                     |
| Watertoren Angleur (Rue D. Lecocq)               | Angleur                 | Luik             | 1934     |            |            | 154           |               |           |                     |
| Watertoren Angleur (Quai Saint-Paul de Sincay)   | Angleur                 | Luik             |          |            |            |               |               |           |                     |
| Watertoren Anthisnes                             | Anthisnes               | Luik             | 1939     |            |            | 96            |               |           |                     |
| Watertoren Awans                                 | Awans                   | Luik             | 1951     |            |            | 200           |               |           |                     |
| Watertoren Battice (Rue de Verviers)             | Battice                 | Luik             | 1966     |            |            | 400           |               |           |                     |
| Watertoren Battice (Rue de Maestricht)           | Battice                 | Luik             | 1966     |            |            | 600           |               |           |                     |
| Watertoren Beaufays (1908)                       | Beaufays                | Luik             | 1908     |            |            |               |               |           |                     |
| Watertoren Beaufays (1950)                       | Beaufays                | Luik             | 1950     |            |            | 180           |               |           |                     |
| Watertoren Ben-Ahin                              | Ben-Ahin                | Luik             | 1937     |            |            | 250           |               |           |                     |
| Watertoren Bierset                               | Bierset                 | Luik             | 1945     |            |            | 250           |               |           |                     |
| Watertoren Bilstain                              | Bilstain                | Luik             | 1936     | Afgebroken |            | 50            |               |           |                     |
| Watertoren Borgworm                              | Borgworm                | Luik             | 1949     |            |            | 500           |               |           |                     |
| Watertoren Borlez                                | Borlez                  | Luik             | 1957     |            |            | 300           |               |           |                     |
| Watertoren Bütgenbach                            | Bütgenbach              | Luik             | 1962     |            |            | 120           |               |           |                     |
| Watertoren Burdinne                              | Burdinne                | Luik             |          |            |            |               |               |           |                     |
| Watertoren Chaineux                              | Chaineux                | Luik             | 1972     |            |            | 1000          |               |           | Watertoren Chaineux |
| Watertoren Chaudfontaine                         | Chaudfontaine           | Luik             | 1962     |            |            | 110           |               |           |                     |
| Watertoren Chênée                                | Chênée                  | Luik             | 1966     |            |            | 300           |               |           |                     |
| Watertoren Cheratte                              | Cheratte                | Luik             | 1933     |            |            | 95            |               |           |                     |
| Watertoren Comblain-au-Pont                      | Comblain-au-Pont        | Luik             | 1937     |            |            | 102           |               |           |                     |
| Watertoren Cornesse                              | Cornesse                | Luik             | 1930     |            |            | 65            |               |           |                     |
| Watertoren Corswarem                             | Corswarem               | Luik             | 1955     |            |            | 800           |               |           |                     |
| Watertoren Crisnée (Rue d'Oreye)                 | Crisnée                 | Luik             | 1950     |            |            | 525           |               |           |                     |
| Watertoren Dalhem                                | Dalhem                  | Luik             |          |            |            |               |               |           |                     |
| Watertoren Dolembreux (Rue d'Esneux)             | Dolembreux              | Luik             | 1954     |            |            | 120           |               |           |                     |
| Watertoren Dolembreux (Grande Chevée)            | Dolembreux              | Luik             |          |            |            | 60            |               |           |                     |
| Watertoren Elsenborn (Rurstrasse)                | Elsenborn               | Luik             |          |            |            |               |               |           |                     |
| Watertoren Elsenborn (Steffergasse)              | Elsenborn               | Luik             | 1954     |            |            | 100           |               |           |                     |
| Watertoren Embourg (Rue Antoine Cuvelier)        | Embourg                 | Luik             | 1922     |            |            | 90            |               |           |                     |
| Watertoren Embourg (Rue Basse Méhagne)           | Embourg                 | Luik             | 1950     |            |            | 20            |               |           |                     |
| Watertoren Fexhe-Slins                           | Fexhe-Slins             | Luik             | 1934     |            |            | 70            |               |           |                     |
| Watertoren Flémalle-Haute (Rue Tavalle)          | Flémalle-Haute          | Luik             | 1968     |            |            | 800           |               |           |                     |
| Watertoren Flémalle-Haute (Rue d'Otet)           | Flémalle-Haute          | Luik             |          |            |            | 100           |               |           |                     |
| Watertoren Fléron                                | Fléron                  | Luik             | 1929     |            |            | 300           |               |           |                     |
| Watertoren Grâce-Hollogne (Rue des Champs)       | Grâce-Hollogne          | Luik             | 1912     |            |            | 150           |               |           |                     |
| Watertoren Grâce-Hollogne (Rue de Loncin)        | Grâce-Hollogne          | Luik             | 1970     |            |            | 700           |               |           |                     |
| Watertoren Grâce-Hollogne (Rue de l'Aguesse)     | Grâce-Hollogne          | Luik             | 1968     |            |            | 300           |               |           |                     |
| Watertoren Grivegnée                             | Grivegnée               | Luik             | 1964     |            |            | 350           |               |           |                     |
| Watertoren Hannuit (Avenue Paul Brien)           | Hannuit                 | Luik             | 1937     |            |            | 160           |               |           |                     |
| Watertoren Hannuit (Route d'Ambresin)            | Hannuit                 | Luik             | 1959     |            |            | 300           |               |           |                     |
| Watertoren Hannuit (Rue de la Justice)           | Hannuit                 | Luik             | 1976     |            |            | 1000          |               |           |                     |
| Watertoren Harzé                                 | Harzé                   | Luik             | 1982     |            |            | 400           |               |           |                     |
| Watertoren Hendrik-Kapelle                       | Hendrik-Kapelle         | Luik             | 1976     |            |            | 50            |               |           |                     |
| Watertoren Hermalle-sous-Argenteau               | Hermalle-sous-Argenteau | Luik             | 1980     |            |            | 500           |               |           |                     |
| Watertoren Héron                                 | Héron                   | Luik             | 1965     |            |            | 300           |               |           |                     |
| Watertoren Herstal (Deuxième avenue)             | Herstal                 | Luik             | 1970     |            |            | 1000          |               |           |                     |
| Watertoren Herstal (Rue de l'Agriculture)        | Herstal                 | Luik             |          |            |            | 220           |               |           |                     |
| Watertoren Herstal (Rue du Bourriquet)           | Herstal                 | Luik             | 1956     |            |            | 100           |               |           |                     |
| Watertoren Herstal (Rue en Bois)                 | Herstal                 | Luik             |          |            |            |               |               |           |                     |
| Watertoren Herve                                 | Herve                   | Luik             | 1938     |            |            | 275           |               |           |                     |
| Watertoren Heusy                                 | Heusy                   | Luik             | 1938     |            |            | 180           |               |           |                     |
| Watertoren Hoei (Rue Mont Fahlise)               | Hoei                    | Luik             | 1910     |            |            | 20            |               |           |                     |
| Watertoren Hoei (Chaussée des Forges)            | Hoei                    | Luik             |          |            |            |               |               |           |                     |
| Watertoren Horion-Hozémont                       | Horion-Hozémont         | Luik             | 1947     |            |            | 800           |               |           |                     |
| Watertoren Housse                                | Housse                  | Luik             |          |            |            | 95            |               |           |                     |
| Watertoren Houtain-Saint-Siméon                  | Houtain-Saint-Siméon    | Luik             | 1930     |            |            | 110           |               |           |                     |
| Watertoren Huccorgne                             | Huccorgne               | Luik             | 1950     |            |            | 150           |               |           |                     |
| Watertoren Jalhay                                | Jalhay                  | Luik             | 1928     |            |            | 110           |               |           |                     |
| Watertoren Jemeppe-sur-Meuse (Rue de Montegnée)  | Jemeppe-sur-Meuse       | Luik             | 1982     |            |            | 300           |               |           |                     |
| Watertoren Jemeppe-sur-Sambre (Quai des Carmes)  | Jemeppe-sur-Sambre      | Luik             |          |            |            |               |               |           |                     |
| Watertoren Ceastert                              | Klein-Ternaaien         | Luik             | 19e eeuw | Gesloopt   |            |               |               |           |                     |
| Watertoren Louveigné (Rue de la Légende)         | Louveigné               | Luik             |          |            |            | 350           |               |           |                     |
| Watertoren Louveigné (Rue des douze Hommes)      | Louveigné               | Luik             |          |            |            |               |               |           |                     |
| Watertoren Luik (Rue de Renory)                  | Luik                    | Luik             | 1947     |            |            | 600           |               |           |                     |
| Watertoren Luik (Quai des Ardennes)              | Luik                    | Luik             |          |            |            |               |               |           |                     |
| Watertoren Luik (Rue Jambe de Bois)              | Luik                    | Luik             | 1929     |            |            | 175           |               |           |                     |
| Watertoren Luik (Quai de Vennes)                 | Luik                    | Luik             |          |            |            |               |               |           |                     |
| Watertoren Luik (Boulevard Kleyer)               | Luik                    | Luik             | 1923     |            |            | 500           |               |           |                     |
| Watertoren Luik (Rue Bontemps)                   | Luik                    | Luik             | 1928     |            |            | 400           |               |           |                     |
| Watertoren Luik (Rue Sainte-Walburge)            | Luik                    | Luik             | 1895     |            |            | 270           |               |           |                     |
| Watertoren Luik (Vieille voie de Tongres)        | Luik                    | Luik             | 1968     |            |            | 300           |               |           |                     |
| Watertoren Luik (Quai du Bac)                    | Luik                    | Luik             | 1964     |            |            |               |               |           |                     |
| Watertoren Luik (Rue de l'Hippodrome)            | Luik                    | Luik             |          |            |            |               |               |           |                     |
| Watertoren Luik (Rue de l'Hippo)                 | Luik                    | Luik             |          |            |            |               |               |           |                     |
| Watertoren Luik (Rue Enerst Solvay)              | Luik                    | Luik             |          |            |            |               |               |           |                     |
| Watertoren Luik (Rue Sainte Marguerite)          | Luik                    | Luik             |          |            |            |               |               |           |                     |
| Watertoren Liers                                 | Liers                   | Luik             |          |            |            | 225           |               |           |                     |
| Watertoren Loën                                  | Loën                    | Luik             |          |            |            | ?             |               |           |                     |
| Watertoren Magnée (1930)                         | Magnée                  | Luik             | 1930     |            |            | 40            |               |           |                     |
| Watertoren Magnée (1969)                         | Magnée                  | Luik             | 1969     |            |            | 700           |               |           |                     |
| Watertoren Malmedy                               | Malmedy                 | Luik             | 1988     |            |            |               |               |           |                     |
| Watertoren Marchin (Rue Pierpont)                | Marchin                 | Luik             | 1921     |            |            |               |               |           |                     |
| Watertoren Marchin (Rue Georges Hubin)           | Marchin                 | Luik             |          |            |            |               |               |           |                     |
| Watertoren Marchin (Rue du Tige)                 | Marchin                 | Luik             |          |            |            | 250           |               |           |                     |
| Watertoren Melen                                 | Melen                   | Luik             | 1963     |            |            | 500           |               |           |                     |
| Watertoren Milmort                               | Milmort                 | Luik             | 1977     |            |            | 1000          |               |           |                     |
| Watertoren Mons-lez-Liège                        | Mons-lez-Liège          | Luik             | 1934     |            |            | 360           |               |           |                     |
| Watertoren Montegnée (Rue de Thyba)              | Montegnée               | Luik             | 1935     |            |            | 220           |               |           |                     |
| Watertoren Montegnée (Rue L. Paques)             | Montegnée               | Luik             | 1934     |            |            | 270           |               |           |                     |
| Watertoren Montzen (Rue Windt)                   | Montzen                 | Luik             | 1934     |            |            | 150           |               |           |                     |
| Watertoren Montzen (Rue des Champs)              | Montzen                 | Luik             |          |            |            |               |               |           |                     |
| Watertoren Neuville-en-Condroz                   | Neuville-en-Condroz     | Luik             | 1970     |            |            | 300           |               |           |                     |
| Watertoren Olne                                  | Olne                    | Luik             | 1952     |            |            | 400           |               |           |                     |
| Watertoren Ougrée                                | Ougrée                  | Luik             | 1938     |            |            | 300           |               |           |                     |
| Watertoren Oupeye                                | Oupeye                  | Luik             | 1938     |            |            | 200           |               |           |                     |
| Watertoren Paifve                                | Paifve                  | Luik             | 1981     |            |            | 500           |               |           |                     |
| Watertoren Petit-Rechain                         | Petit-Rechain           | Luik             | 1926     |            |            | 180           |               |           |                     |
| Watertoren Plombières (Vosheydt)                 | Plombières              | Luik             | ?        |            |            | ?             |               |           |                     |
| Watertoren Queue-du-Bois                         | Queue-du-Bois           | Luik             | 1930     |            |            | 180           |               |           |                     |
| Watertoren Raeren                                | Raeren                  | Luik             | 1962     |            |            | 500           |               |           |                     |
| Watertoren Ramelot                               | Ramelot                 | Luik             | 1938     |            |            | 400           |               |           |                     |
| Watertoren Remicourt                             | Remicourt               | Luik             | 1938     |            |            |               |               |           |                     |
| Watertoren Remicourt                             | Remicourt               | Luik             | 1978     |            |            | 175           |               |           |                     |
| Watertoren Richelle                              | Richelle                | Luik             | 1945     |            |            | 115           |               |           |                     |
| Watertoren Rocherath                             | Rocherath               | Luik             | 1959     |            |            | 120           |               |           |                     |
| Watertoren Rotheux-Rimière                       | Rotheux-Rimière         | Luik             | 1954     |            |            | 300           |               |           |                     |
| Watertoren Rouvreux                              | Rouvreux                | Luik             | 1937     |            |            | 160           |               |           |                     |
| Watertoren Saint-Georges-sur-Meuse               | Saint-Georges-sur-Meuse | Luik             | 1948     |            |            | 660           |               |           |                     |
| Watertoren Saint-Nicolas                         | Saint-Nicolas           | Luik             | 1925     |            |            | 140           |               |           |                     |
| Watertoren Scry                                  | Scry                    | Luik             | 1952     |            |            | 320           | 200           |           |                     |
| Watertoren Seraing (Rue de l'environnement)      | Seraing                 | Luik             | 1972     |            |            | 220           |               |           |                     |
| Watertoren Seraing                               | Seraing                 | Luik             |          |            |            |               |               |           |                     |
| Watertoren Soheit-Tinlot                         | Soheit-Tinlot           | Luik             | 1952     |            |            | 72            |               |           |                     |
| Watertoren Soumagne                              | Soumagne                | Luik             |          |            |            |               |               |           |                     |
| Watertoren Sprimont                              | Sprimont                | Luik             | 1937     |            |            | 250           |               |           |                     |
| Watertoren Stembert                              | Stembert                | Luik             |          |            |            |               |               |           |                     |
| Watertoren Strée (Rue du Bois Rosine)            | Strée                   | Luik             | 1937     |            |            | 135           |               |           |                     |
| Watertoren Strée (Route de Hamoir)               | Strée                   | Luik             | 1935     |            |            | 96            |               |           |                     |
| Watertoren Tilff                                 | Tilff                   | Luik             | 1985     |            |            | 167           |               |           |                     |
| Watertoren Tilleur                               | Tilleur                 | Luik             |          |            |            |               |               |           |                     |
| Watertoren Verviers                              | Verviers                | Luik             |          |            |            |               |               |           |                     |
| Watertoren Villers-aux-Tours (Targnon)           | Villers-aux-Tours       | Luik             | 1930     |            |            | 15            |               |           |                     |
| Watertoren Villers-aux-Tours (Hestreux)          | Villers-aux-Tours       | Luik             |          |            |            | 30            |               |           |                     |
| Watertoren Villers-le-Bouillet (Rue de Vialmont) | Villers-le-Bouillet     | Luik             | 1946     |            |            | 400           |               |           |                     |
| Watertoren Villers-le-Bouillet (Rue le Marais)   | Villers-le-Bouillet     | Luik             | 1975     |            |            | 1000          |               |           |                     |
| Watertoren Vivegnis (L'Epinette)                 | Vivegnis                | Luik             | 1963     |            |            | 500           |               |           |                     |
| Watertoren Vivegnis (Rue des Trixhes)            | Vivegnis                | Luik             | 1937     |            |            | 60            |               |           |                     |
| Watertoren Wegnez                                | Wegnez                  | Luik             | 1934     |            |            | 90            |               |           |                     |
| Watertoren Xhendremael (Rue de Fechereux)        | Xhendremael             | Luik             | 1932     |            |            | 200           |               |           |                     |
| Watertoren Xhendremael (Chemin de Xhendremael)   | Xhendremael             | Luik             | 1990     |            |            | 250           | 250           |           |                     |
| Watertoren Xhoris                                | Xhoris                  | Luik             | 1990     |            |            | 500           |               |           |                     |

Antwerpen ·
Brussel ·
Henegouwen ·
Limburg ·
Luik ·
Luxemburg ·
Namen ·
Oost-Vlaanderen ·
Vlaams-Brabant ·
Waals-Brabant ·
West-Vlaanderen